# María Mariño Blanco
María Mariño Blanco (Pontevedra, 31 de enero de 1993) es un deportista española que compite en esgrima, especialista en la modalidad de florete.
Ganó una medalla de bronce en el Campeonato Europeo de Esgrima de 2025, en la prueba por equipos. Estudió Psicología en la Universidad Complutense de Madrid.

## Palmarés internacional
| Campeonato Europeo | Campeonato Europeo | Campeonato Europeo | Campeonato Europeo  |
| Año                | Lugar              | Medalla            | Prueba              |
| ------------------ | ------------------ | ------------------ | ------------------- |
| 2025               | Génova (Italia)    | Medalla de bronce  | Florete por equipos |